# Frédérique Küsel
Frédérique Küsel, née le 30 janvier 1900 à Paris et morte le 23 octobre 1992 à Moret-sur-Loing, est une athlète française spécialiste du javelot et du saut en hauteur.

## Biographie
Frédérique Küsel est la fille de Charles Henri Ferdinand Théodore Albert Auguste Küsel, employé de commerce et Adèle Léonie Combeaux, directrice d'école communale.
Elle s'illustre lors des Championnats de France d'athlétisme 1920 en remportant trois titres nationaux, saut en hauteur sans élan, saut en longueur sans élan, et lancer du javelot.
Aux Olympiades féminines de 1921, à Monaco, elle remporte l'or au saut en hauteur. Elle est médaillée de bronze du saut en hauteur aux Olympiades féminines de 1922 à Monaco.